# Karlova Huť (Bělá nad Radbuzou)
Karlova Huť je malá vesnice, část města Bělá nad Radbuzou v okrese Domažlice v Plzeňském kraji. Nachází se asi šest kilometrů západně od Bělé nad Radbuzou. Karlova Huť leží v katastrálním území Smolov o výměře 15,01 km².

## Historie
První písemná zmínka o vesnici pochází z roku 1789.

## Přírodní poměry
Východně od vesnice se na úbočí Mufloního vrchu nachází přírodní rezervace Dlouhý vrch.

## Obyvatelstvo
| Rok            | 1869 | 1880 | 1890 | 1900 | 1910 | 1921 | 1930 | 1950 | 1961 | 1970 | 1980 | 1991 | 2001 | 2011 | 2021 |
| -------------- | ---- | ---- | ---- | ---- | ---- | ---- | ---- | ---- | ---- | ---- | ---- | ---- | ---- | ---- | ---- |
| Počet obyvatel | 113  | 151  | 151  | 137  | 151  | 159  | 154  | 19   | 18   | 6    | 2    | 0    | 0    | 1    | 2    |
| Počet domů     | 9    | 12   | 12   | 12   | 12   | 12   | 14   | 4    | 4    | 3    | 1    | 6    | 6    | 6    | 6    |

## Obecní správa
Při sčítání lidu v letech 1850–1984 Karlova Huť byla osadou obce Smolov, se kterým patřila nejprve do okresu Horšovský Týn (v letech 1850–1910 Horšův Týn), ale od roku 1960 v okrese Domažlice. Od 1. ledna 1985 je částí města Bělá nad Radbuzou v okrese Domažlice.